# Zabytki w Nowej Soli

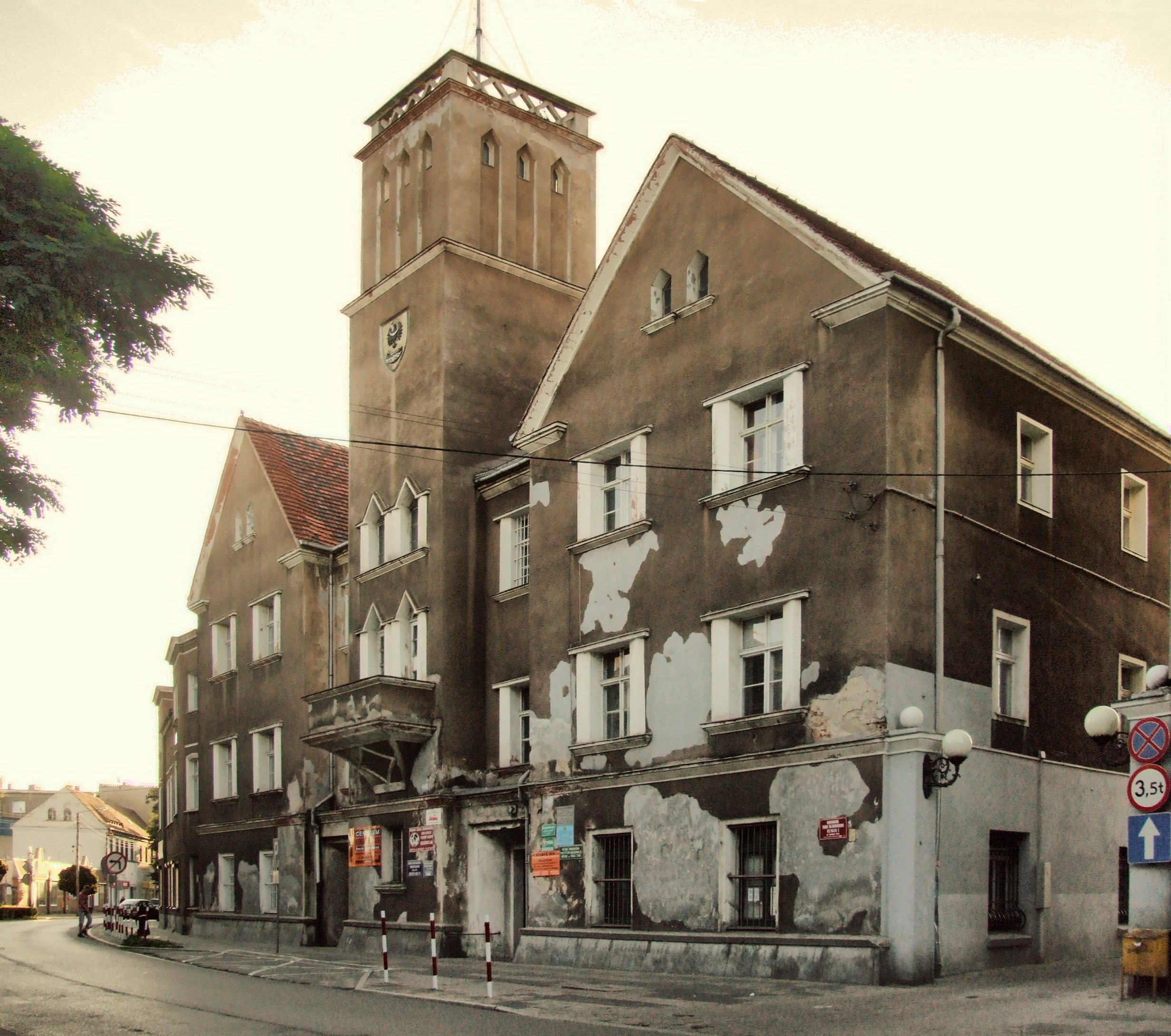
Dawny ratusz

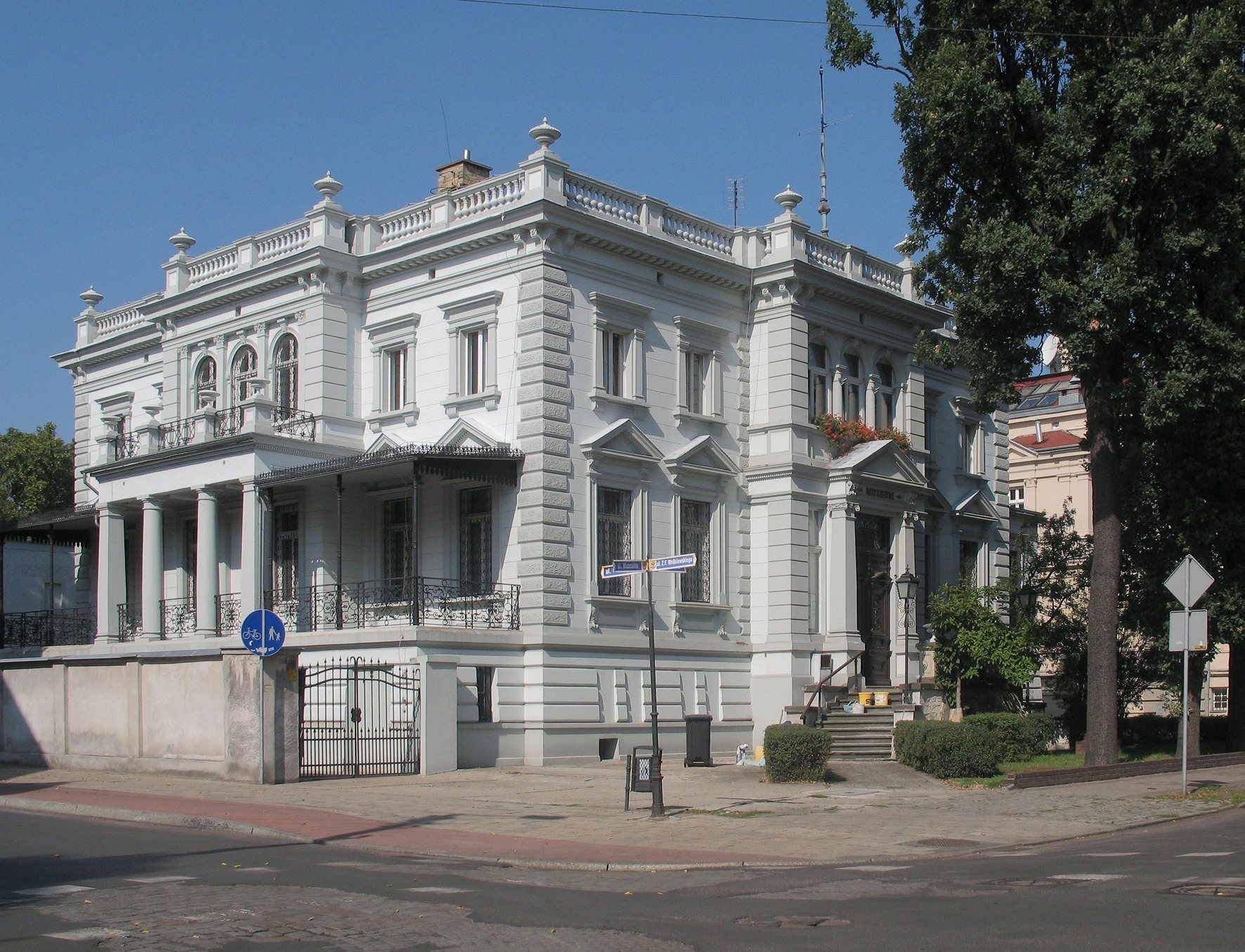
Muzeum miejskie

Nowa Sól posiada wiele przykładów zabytkowej architektury przemysłowej z XIX i XX wieku. Miasto przetrwało niezniszczona II wojnę światową, stąd wiele budynków użyteczności publicznej szczyci się długą historią.
Do najważniejszych zabytków Nowej Soli należą:
- ratusz przy ul. Moniuszki, wybudowany w latach 1574–1575 z przeznaczeniem na Cesarski Urząd Solny.
- Kościół Parafialny pw. św. Antoniego; znajduje się w ścisłym centrum miasta, przy ul. Piłsudskiego; ufundowany i wybudowany w latach 1835 – 1839.
- kościół pw. św. Michała przy ul. Kościelnej, wzniesiony w latach 1591–1596.
- kościół św. Barbary, wybudowany w 1900 roku
- zbór Braci Morawskich został zbudowany w 1747 roku
- kaplica ewangelicka na cmentarzu znajdującym się przy ul. Wandy. Została ufundowana w 1886 roku.
- magazyny solne,  to jedyne tego typu zabytki w kraju, świadczą o historii miasta i jego funkcji. W Nowej Soli zachowało się kilka takich obiektów: przy pl. Solnym (wybudowany w II połowie XVII wieku), przy ul. Wróblewskiego (3 budynki z 1774 roku) i przy ul. Garbarskiej (dawny młyn wodny używany do przechowywania soli).
- podnoszony most nad kanałem ulgi rzeki Odry. Jeden z niewielu takich budowli w Polsce i na świecie.
- kamienice z XVIII wieku, m.in. przy ul. Arciszewskiego 3, 6 ,8; Witosa 19; Szerokiej 15; Odrzańskiej 3, 6, 15; Kuśnierskiej.
- zabytkowa wieża ciśnień z roku 1863.
- Muzeum Miejskie.

Nowa Sól ponad to posiada historyczne zabudowania byłych Dolnośląskich Zakładów Metalurgicznych „Dozamet”, znajdujące się przy głównej arterii miasta, ul. Piłsudskiego, czy też budynek browaru nowosolskiego z 1916 roku przy ul. Wrocławskiej. Przykładem takiej architektury może być również siedziba sądu rejonowego przy ul. Piłsudskiego, czy też dawna łaźnia miejska przy ul. 8 Maja. Zabytkowy jest też zespół spacerowy w parku w pobliżu byłych zakładów „Odra”. Bogaty wystrój sztukatorski posiadają kamienice secesyjne przy głównych ulicach miasta: Zjednoczenia, J. Piłsudskiego i Pl. Wyzwolenia.